# المسيحية في بريطانيا الرومانية

مقاطعة بريطانيا داخل الإمبراطورية الرومانية الأوسع ، كما كانت موجودة عام 125 م.

كانت المسيحية حاضرة في بريطانيا الرومانية من القرن الثالث على الأقل حتى نهاية حكم الإمبراطورية الرومانية في أوائل القرن الخامس.
كان الدين في بريطانيا الرومانية على وجه العموم متعدد الآلهة (شركي)، يشمل العديد من الآلهة والإلهات. في التوحيد، أو الإيمان بإله واحد فقط، كانت المسيحية مختلفة. كانت المسيحية واحدة من عدة ديانات قدمت إلى بريطانيا من الجزء الشرقي للامبراطورية، كُرست بعض الديانات الأخرى لبعض الآلهة، مثل سايبيل وإيزيس وميثراس.
بعد انهيار حكم الإمبراطورية الرومانية، تأثر جزء كبير من جنوب وشرق بريطانيا بالهجرة الأنجلوسكسونية والانتقال إلى الوثنية الأنجلوسكسونية دينًا أساسيًا. تحولت الأنجلوسكسون فيما بعد إلى المسيحية في القرن السابع وأعيد تقديم الكنيسة المؤسسية، بعد مهمة الأوغسطيني. لا يزال هناك وعي بين الكتاب المسيحيين الأنجلوسكسونيين مثل بيدي بوجود المسيحية الرومانية البريطانية. في الواقع، كانت الكنيسة الرومانية البريطانية موجودة باستمرار في ويلز.

## المضمون
آمن الناس في بريطانيا الرومانية عادةً بمجموعة واسعة من الآلهة والإلهات، وعبدوا العديد منهم، ربما اختير بعض الآلهة المحلية والقبلية إضافةً إلى بعض الآلهة الرئيسية التي كُرمت في جميع أنحاء الإمبراطورية. إذ بُجلت الآلهة البريطانية الأصلية ونظرائهم الرومان في المنطقة، وأُدمجوا معًا أحيانًا، كما هو الحال في حالات مثل أبولو كونوماغلوس وسوليس مينيرفا. أقيمت المعابد الرومانية البريطانية أحيانًا في مواقع كانت في السابق مواقع ثقافية في العصر الحديدي قبل الروماني. طُور نمط جديد من «المعبد الروماني - السلتي» الذي تأثر بالعصر الحديدي والأنماط المعمارية الرومانية الإمبراطورية، لكنه فريد أيضًا مقارنةً بكليهما، ظلت المباني في هذا النمط مستخدمة حتى القرن الرابع. أُدخلت طوائف الآلهة الشرقية المختلفة إلى بريطانيا الرومانية، من بينها عبادات الآلهة إيزيس وميثرا وسيبيل، كانت المسيحية مجرد واحدة من هذه الطوائف الشرقية.
اقترح عالم الآثار مارتن هينيغ أنه كي «تشعر بشيء من البيئة الروحية للمسيحية في هذا الوقت، سيكون من المفيد تخيل الهند، إذ تظل الهندوسية، نظام تعدد الآلهة الرئيسي، هي المهيمنة، وتوجد الكنائس التي تحتوي على صور المسيح والعذراء هم أقلية صغيرة ضد معابد الآلهة والإلهات». كانت المسيحية فرعًا من اليهودية، رغم أنه بحلول منتصف القرن الثاني اعتُرف بالديانتين عمومًا بأنهما متمايزتان. لا يوجد دليل مباشر على ممارسة اليهودية في بريطانيا الرومانية.

### الدلائل
الأدلة الأثرية للمسيحية في بريطانيا الرومانية ليست واسعة النطاق، لكنها ضرورية لتحديد مدى انتشار الدين في هذه الفترة. إن تحديد هل استُخدم عنصر ما في الرموز المسيحية أو الوثنية -والاستخدام ليس دائمًا مباشرًا- مع تفسير مثل هذه العناصر غالبًا ما يكون تخمينًا. تمثل هذه المادة المسيحية «نسبة ضئيلة» من المواد الأثرية المستخرجة من بريطانيا الرومانية.

## التسلسل الزمني

### القرنان الثاني والثالث
لا يُعرف بالضبط متى وصلت المسيحية إلى بريطانيا الرومانية. شهدت المقاطعة تدفقًا مستمرًا للناس من جميع أنحاء الإمبراطورية، وبعضهم ربما كان مسيحيًا. ومع ذلك، هناك فرق بين المسيحيين العابرين الذين ربما وصلوا إلى بريطانيا ومجتمع مسيحي بريطاني روماني مستقر. اقترحت دوروثي واتس أن المسيحية ربما دخلت إلى بريطانيا في الجزء الأخير من القرن الثاني. نحو عام 200، أدرج عالم اللاهوت القرطاجي ترتليان بريطانيا في قائمة الأماكن التي وصلت إليها المسيحية في عمله، أدفرسوس جودايوس. كتب اللاهوتي اليوناني أوريجانوس أيضًا أن المسيحية وصلت إلى بريطانيا. يمكن التشكيك في دقة هذه التصريحات نظرًا إلى أن كلا الكاتبين كان لهما جانب خطابي قوي في عملهما، الذي صُمم لتمجيد ما كان لا يزال حركة دينية غير قانونية وسرية. من الممكن مع ذلك أن ترتليان وأوريجانوس كانا يبنيان تصريحاتهما على واقع ما.
شهدت المسيحية نموًا بطيئًا وثابتًا في الإمبراطورية خلال القرن الثالث وفي منتصف هذا القرن، اشتد الاضطهاد للمسيحيين، لا سيما في ظل الإمبراطور ديسيوس وفاليريان. قد تكون موجات الاضطهاد هذه قد أثرت في المجتمع المسيحي في بريطانيا. ربما كان آرون ويوليوس، شهيدان رومانيان بريطانيان مذكوران في مصادر العصور الوسطى المبكرة، قد قُتلا في هذا الوقت. سنة 260، أصدر الإمبراطور جالينوس مرسومًا يقضي بإلغاء تجريم المسيحية، والسماح للكنيسة بامتلاك ممتلكات بوصفها جماعة. ترافقت هذه التحولات في موقف الدولة من الدين مع زيادة عدم الاستقرار السياسي، والصعوبات المالية، وإعادة تنظيم الجيش والإدارة المدنية.